# Антипино (Шатурский район)
Антипино — деревня в Шатурском муниципальном районе Московской области. Входит в состав Дмитровского сельского поселения. Население — 11 чел. (2013).

## Расположение
Деревня Антипино расположена в юго-западной части Шатурского района на границе с Егорьевским, на левом берегу Цны (приток Оки) и левом же берегу речки Антипинки. Расстояние до МКАД порядка 125 км, до Егорьевска 36. Высота над уровнем моря 122 м.

## Название
В письменных источниках деревня упоминается как сельцо Антипино.
Название, вероятно, связано с фамилией Антипин.

## История
В писцовой Владимирской книге В. Кропоткина 1637—1648 гг. упоминается пустошь Антипинская на речке Антипинке в волости Вышелесский Остров Владимирского уезда. Пустошь принадлежала Селивану Давыдовичу Чулкову.
По сведениям третьей ревизии 1763 года сельцо было за князем А. И. Кропоткиным, в 1766 г. владелицей стала его вдова княгиня А. Д. Кропоткина, а после её смерти в 1788 г. в результате раздела имения Антипино досталось её сыну, князю П.АКропоткину.
По сведениям шестой ревизии 1811 г. сельцо Антипино находилось во владении поручицы Н. П. Каблуковой, урождённой Кропоткиной.
Последним владельцем деревни перед отменой крепостного права был барон Ган, который купил её в 1848 году, однако, в 1857 году он продал часть крестьян деревни помещикам Н.А., А.А. и П. А. Щёголевым.
В 1778 году Антипино в составе Егорьевского уезда Рязанского наместничества, затем с 1796 года в составе Рязанского уезда, а с 1802 по 1922 год в составе Егорьевского уезда Рязанской губернии.
После отмены крепостного права с 1861 года деревня вошла в состав Починковской волости Егорьевского уезда.
С 1923 года деревня входила в Жабковский, а с 1929 года в Шараповский сельсовет Коробовского района.
Близ деревни в 1960—1980-х гг. существовал пионерлагерь хлопчатобумажного комбината «Вождь Пролетариата».

## Население
| 1859 | 1868 | 1885 | 1905 | 1926 | 1970 |
| ---- | ---- | ---- | ---- | ---- | ---- |
| 192  | ↗211 | ↗276 | ↗325 | ↘233 | ↘17  |
| 1993 | 2002 | 2006 | 2010 | 2011 | 2013 |
| ↘3   | ↗8   | ↗9   | ↗10  | ↗11  | →11  |

## Галерея

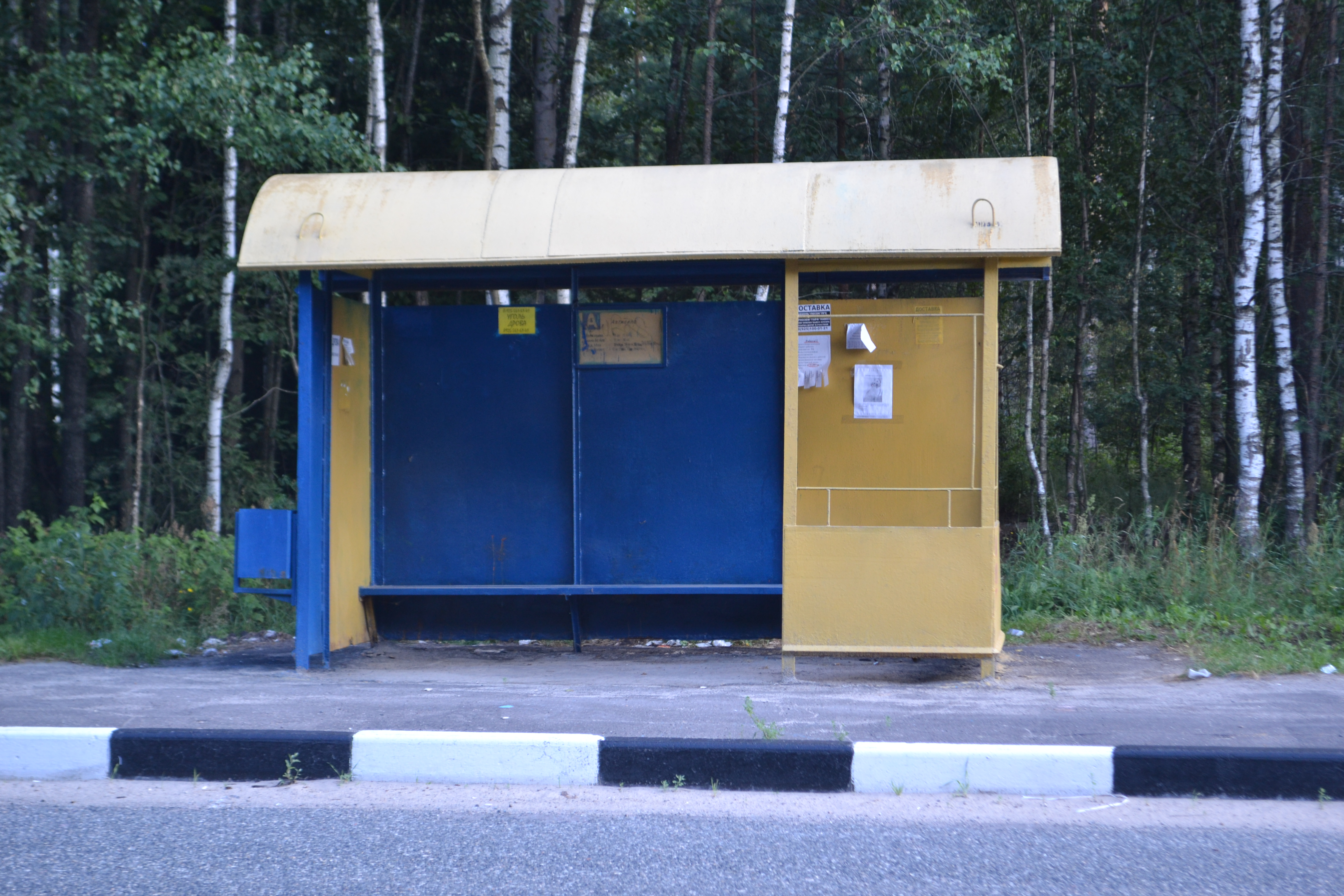
Остановка
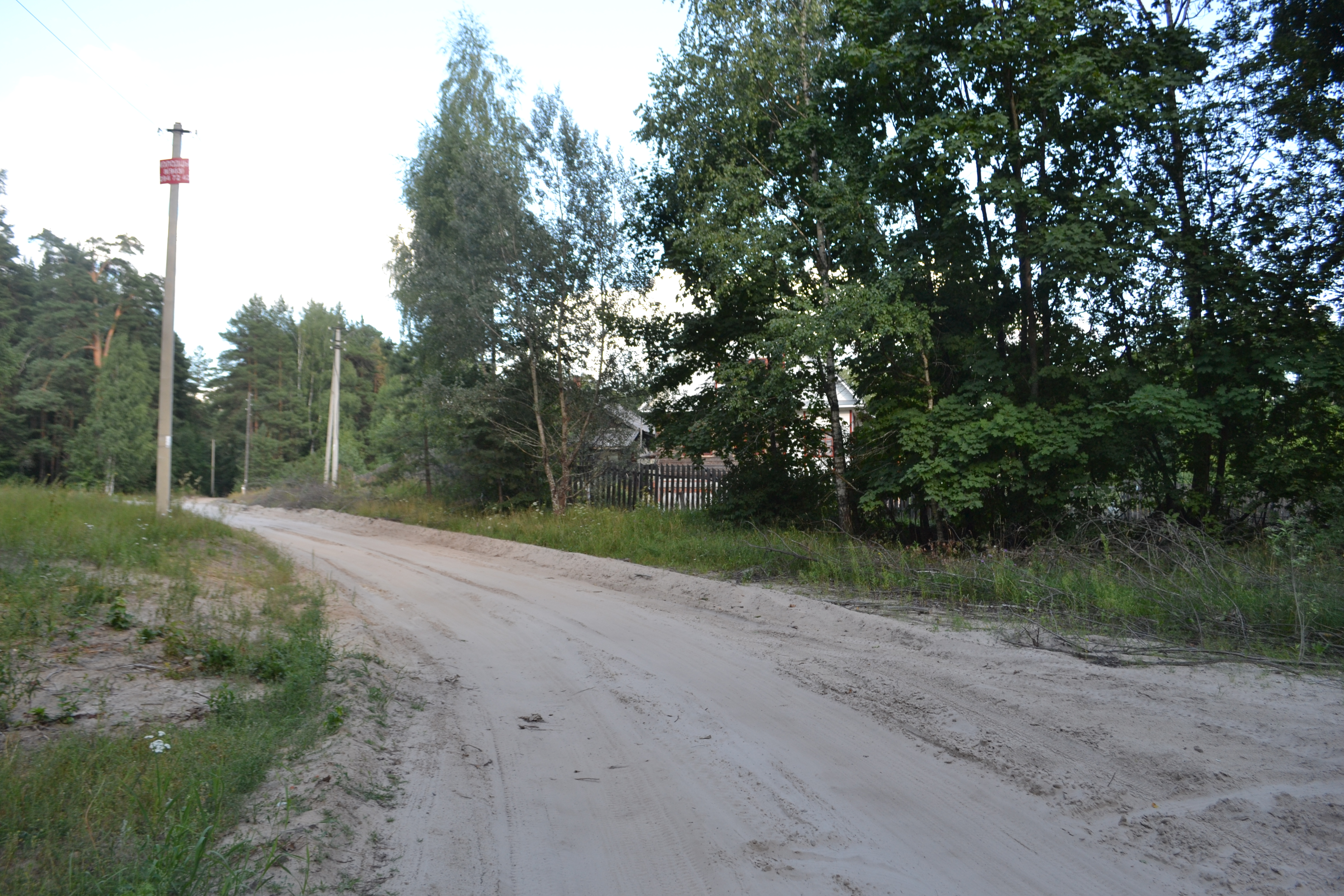
Въезд в деревню
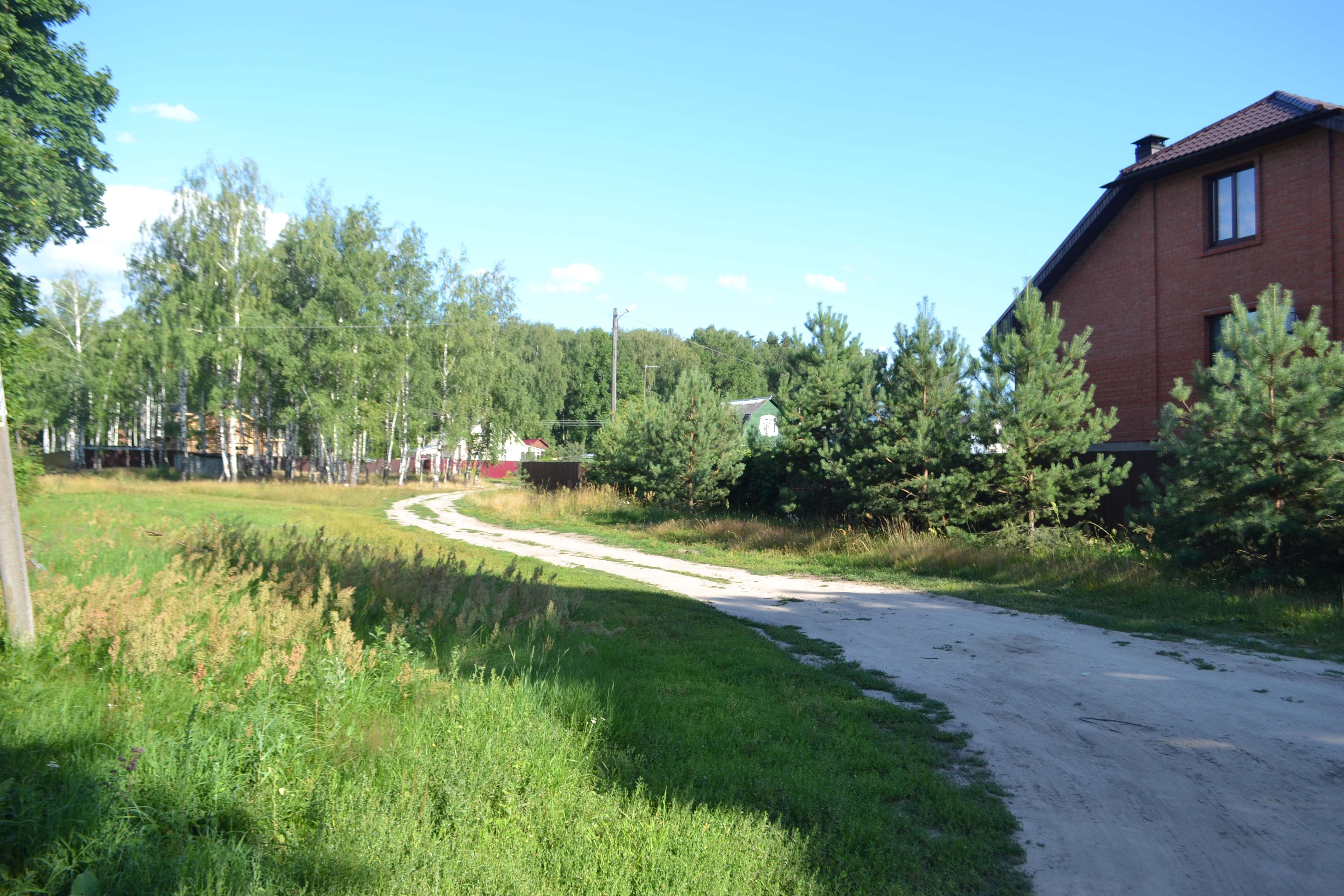
Антипино
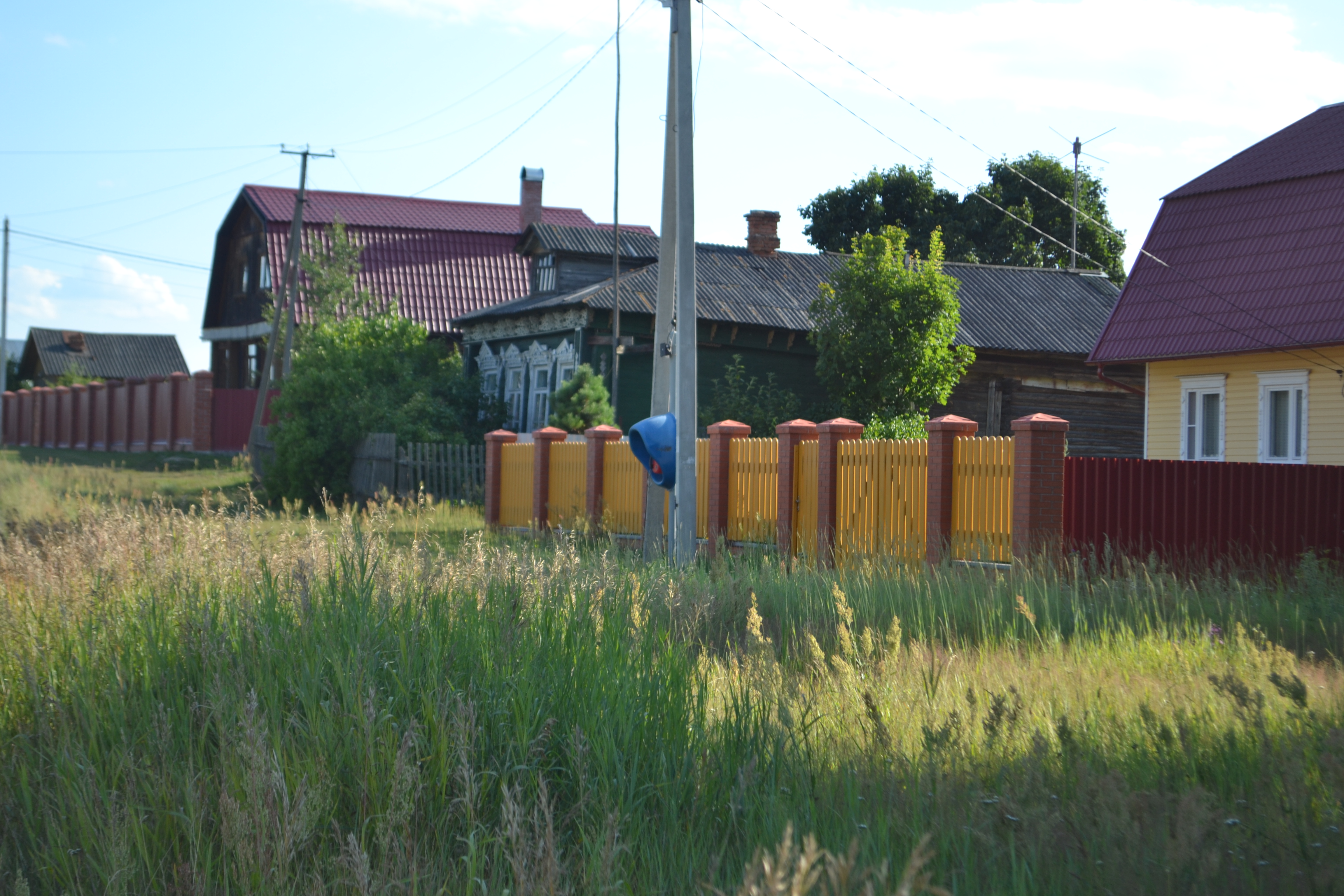
Таксофон в деревне